# ایزون
ایزون (به انگلیسی: Azon) یکی از نخستین بمب‌های هدایت شونده جهان بود که به وسیلهٔ متفقین در جنگ جهانی دوم به کار گرفته شد. این بمب همزمان با بمب هدایت‌شوندهٔ آلمانی فریتس ایکس بود. 